# Урсула Франклін
Урсула Марія Франклін, до шлюбу Марціус (англ. Ursula Maria Martius Franklin; 16 вересня 1921 — 22 липня 2016) — канадсько-німецька вчена-фізик і громадська діячка (пацифістка, екоактивістка, феміністка). Відома як фахівчиня з структури металів і сплавів, одна з основоположників археометрії і перша жінка-професор Торонтського університету.

## Біографія
Урсула Марія Марціус народилася 1921 року в Мюнхені в сім'ї археолога та етнографа Альбрехта Марціуса і історика мистецтва Ільзи Марії Марціус. Батько був лютеранином, мати — єврейкою. Урсула вивчала хімію і фізику в Берлінському університеті. Під час Другої світової війни через єврейське походження Урсулу виключили з університету і відправили в трудовий табір. Там вона залишалася до закінчення війни, працюючи у важких умовах. У неї були обмороженні ноги; постраждалі лімфатичні судини ніг не відновилися повністю, і до кінця життя вона страждала від постійого болю. Батьки Урсули також були у трудових таборах, але зуміли вижити, але єврейська рідня її матері була знищена. Після війни сім'я знову об'єдналася в Берліні.
Після закінчення війни Урсула Марціус відновила навчання в Берлінського технічного університету і в 1948 році закінчила докторантуру на кафедрі експериментальної фізики. Через рік вона прийняла пропозицію постдокторантури в Торонтському університеті і переїхала до Канади, де провела все життя. Незабаром після переїзду вона познайомилася з інженером Фредом Франкліном, який також іммігрував до Канади з Німеччини. Він належав до релігійної громади квакерів. Вони одружилися у 1952 році. У 1955 році народила сина Мартіна, а ще через три роки — доньку Моніку.
З 1952 до 1967 року Урсула Франклін працювала в Дослідницькому фонді Онтаріо, а потім повернулася в Торонтський університет на кафедру металургії і матеріалознавства, ставши першою жінкою-професором на цій кафедрі. У 1973 році вона стала професором, а в 1984 році — першою жінкою в цьому вузі, відзначеної звання професора університету (University Professor). Франклін залишалася співробітницею Торонтського університету до відходу на пенсію в 1989 році.
Урсула Франклін померла в липні 2016 року у віці 94 років в будинку для літніх людей в Торонто, залишивши після себе чоловіка, сина, дочку і чотирьох онуків.

## Наукова діяльність
Серед її основних досягнень називають проведене у Дослідницькому фонді Онтаріо дослідження складу дитячих зубів, яке показало, що в них містяться радіоактивні речовини, які виділяються в ході атмосферних випробувань ядерної зброї. Серед дітей, чиї зуби використовувалися в дослідженні, був і син Франклін — Мартін, який пізніше згадував: «У той час мені було років сім, і поки до інших дітей приходила зубна фея, мої [зуби] перевіряли на присутність стронцію-90». Оприлюднення результатів Франклін стало однією з причин прийняття міжнародного мораторію на атмосферні ядерні випробування у Договірі про заборону випробувань ядерної зброї в атмосфері, космічному просторі й під водою.
Під час роботи в Торонтському університеті Франклін стала однією з піонерів застосування сучасних матеріалознавчих методологій в археологічних дослідженнях, в тому числі в датуванні мідних, бронзових і керамічних артефактів, а також в оцінці історичного впливу розвитку технологій на суспільство — методу, який згодом став відомий як археометрія. У 1970-тих роках її дослідження в галузі збереження природних ресурсів і дикої природи допомогли суспільству усвідомити необхідність цих процесів.

## Громадська діяльність
Одночасно з науковою роботою Франклін вела активну громадську діяльність, спрямовану на захист миру, просування ідей ресурсозберігаючого суспільства і жіночої рівноправності; можливість займатися правозахисною і пацифістською діяльністю, за її словами, була однією з причин еміграції з післявоєнної Німеччини. У роки роботи в Торонтському університеті вона принципово відмовлялася вести дослідження або викладати матеріали, які можуть бути в подальшому використані у військових цілях. Як член Наукової ради Канади вона в 1970-і роки очолила дослідження зі збереження дикої природи і природних ресурсів, що зробили в подальшому вплив на екологічний рух. У співпраці з організацією «Канадський голос жінок» вона працювала над доповідями для парламенту про військові операції Канади і дослідженнями в галузі хімічної і біологічної зброї, а разом з колишньою сенаторкою Лоїс Вілсон — над висуненням жінок на керівні посади в канадських вузах і на нагородження Орденом Канади. У 1997 році, коли університет присвоював звання почесного доктора екс-президенту США Джорджу Бушу-старшому, Франклін, що називала війну 1990 року в Перській затоці «досконалим безумством», в повному академічному вбранні очолила демонстративний відхід із залу 27 викладачів вузу на знак протесту проти цього кроку. У 2001 році Франклін і ще три колишніх професорки подали колективний позов проти Торонтського університету, звинувативши вуз в тому, що той протягом десятиліть платив співробітницям менше, ніж чоловікам. В рамках досудової угоди університет виплатив компенсації більш ніж 60 колишнім викладачкам.

## Вшанування
У 1982 році Урсула Франклін зведена в офіцери Ордена Канади за «новаторські роботи в галузі експериментальної фізики», застосування наукових методів в археології, внесок в боротьбу за мир, міжнародне взаєморозуміння, жіночу рівноправність і ресурсозберігаюче суспільство. У 1993 році вона була зведена в компаньйони Ордена Канади (вищий ступінь цієї нагороди).
У 1982 році Франклін отримала нагороду за заслуги від мерії Торонто за свою роботу в галузі міського планування. У 1990 році за поданням Онтарійської конфедерації асоціацій університетських викладачів Урсула Франклін стала кавалером Ордена Онтаріо за свою наукову, просвітницьку, громадську і благодійну діяльність. У 2002 році вона була нагороджена Пірсонівською медаллю миру, яка вручається Асоціацією Об'єднаних Націй в Канаді, за свою діяльність з просування ідей мирного співіснування, соціальної справедливості і прав людини. Серед інших нагород Франклін — Пам'ятна премія Елсі Грегорі МакГілл (1987) за внесок в освіту, науку і технології і Премія Віганда (1989), що вручається канадцям за видатний внесок в людський аспект науки і технології.
У 1989 році Франклін отримала право на прочитання циклу лекцій Мессі — честь, яка щорічно надається одному з провідних канадських вчених (згодом цей цикл лекцій був виданий як книга «Справжній світ технології» (англ. The Real World of Technology)). Вона була почесним доктором понад 40 вузів, а з 1993 року входила до Королівського товариства Канади. У 2012 році ім'я Франклін було внесено до списку Залу слави канадської науки і технологій. На її честь названа середня школа в Торонто, що відкрилася в 1995 році; у 1999 році Королівське товариство Канади заснувало премію імені Урсули Франклін, яка вручається раз на два роки за гендерні дослідження.